# Parodia stockingeri
Parodia stockingeri là một loài thực vật có hoa trong họ Cactaceae. Loài này được (Prestlé) Hofacker & P.J.Braun mô tả khoa học đầu tiên năm 1998.